# سیارک ۱۹۱۰
سیارک ۱۹۱۰ (به انگلیسی: 1910 Mikhailov، نامگذاری:1972TZ1) هزار و نهصد و دهمین سیارک کشف شده‌است که در ۸ اکتبر ۱۹۷۲ کشف شد.
قدر مطلق سیارک برابر ۱۰٫۷۰ است.